# بيفرلي مايكلز
بيفرلي مايكلز (بالإنجليزية: Beverly Michaels)‏ هي عارضة وممثلة أمريكية، ولدت في 28 ديسمبر 1928 في نيويورك في الولايات المتحدة، وتوفيت في 9 يونيو 2007 في فينيكس في الولايات المتحدة بسبب سكتة دماغية.

## أعمال

### أفلام
- ثلاث كلمات صغيرة

## وصلات خارجية
- بيفرلي مايكلز على موقع IMDb (الإنجليزية)
- بيفرلي مايكلز على موقع أول موفي (الإنجليزية)
- بيفرلي مايكلز على موقع قاعدة بيانات الأفلام السويدية (السويدية)
- بيفرلي مايكلز على موقع قاعدة بيانات الفيلم (الإنجليزية)